# Lucy Madox Brown
Lucy Madox Brown Rossetti (París, 19 de julio de 1843–San Remo, 12 de abril de 1894) fue una artista, autora y modelo francesa asociada a los prerrafaelistas.

## Biografía
Nacida en 1843, en París, teniendo por padre a Ford Madox Brown y de madre a Elizabeth Bromley, quien murió tan solo tres años después de darle a luz, en 1846, lo que hizo que enviasen a Lucy Madox con su tía, Helen Bromley, a Gravesend, Kent. En lo referente de a su madre, Lucy Madox escribió:

la muerte de mi madre solía sentirla con lágrimas amargas, pero nunca pudo un padre ser tan amable.

Más tarde en 1856 se fue a vivir en la casa de los Rossetti en Londres y fue tutelada por su futura cuñada, María Francesca Rossetti. En 1857
visitó la exposición de Artes y Tesoros de Manchester. Su hermana Catherine Madox Brown la describió como «una extraña mezcla con un temperamento violento y un cerebro fuerte».

### Casamiento y familia
En el verano de 1873 concertó un matrimonio con William Michael Rossetti y ambos se casaron el 31 de marzo de 1874. William era el hijo de Gabriele Rossetti y el hermano de María Francesca Rossetti, Dante Gabriel Rossetti y Cristina Georgina Rossetti. Había una diferencia de catorce años entre la pareja, pero tenían mucho en común: ambos eran agnósticos, con una fuerte visión en el arte, feminismo y políticas liberales. Su luna de miel fue en Francia y Nápoles, Italia, en abril de 1874. Intentaron vivir con la familia de William pero, debido a diferencias religiosas con Cristina Georgina Rossetti y su madre, Frances Rossetti, se mudaron a su propio hogar en Bloomsbury a finales de 1876.
La relación entre Lucy Madox y William Michael nos da una perspectiva fresca sobre el matrimonio victoriano a la vez que desafía nuestras nociones de la vida privada victoriana en pareja. Eran una pareja bastante inusual, siendo sexualmente muy abiertos, acérrimos agnósticos, políticamente radicales y cometidamente feministas.
Su primera hija, Olivia Frances Madox, nació en septiembre de 1875 y su hijo, Gabriel Arthur, nació en febrero de 1877, seguido de Helen María, en noviembre de 1879 y los gemelos, Mary Elizabeth y Michael Ford, en abril de 1881. Michael murió en su infancia.

### Muerte
Desde 1855 sufrió de tuberculosis y se marchó a Italia por su salud durante el invierno. Murió el 12 de abril de 1894 en el Hotel Victoria de San Remo, Italia, en presencia de su marido y de su hija Olivia, siendo enterrada en el cementerio La Foce. Lucy Madox dejaría todo a sus hijos, que según Dinah Roe fue un intento de proteger a sus hijos en el caso de que William se volviera a casar en el futuro.

## Estilo artístico y literario
Empezó a pintar en 1868 y junto con su media hermana Catherine, modeló y trabajó como una asistenta bajo las órdenes su padre. Otras artistas prerrafaelitas como Georgiana Burne-Jones, la hermana de Thomas Seddon y Marie Spartali Stillman, también tomaron lecciones en el mismo estudio. Trabajando en su mayoría con acuarelas,  exhibió en el Museo y Galería de Arte Dudley desde 1869 hasta 1879. Su pintura, El Dueto, la cual se exhibió en la Real Academia en 1870, fue descrita por Dante Gabriel Rossetti como una “imagen perfecta”. Abandonó la pintura en 1874.

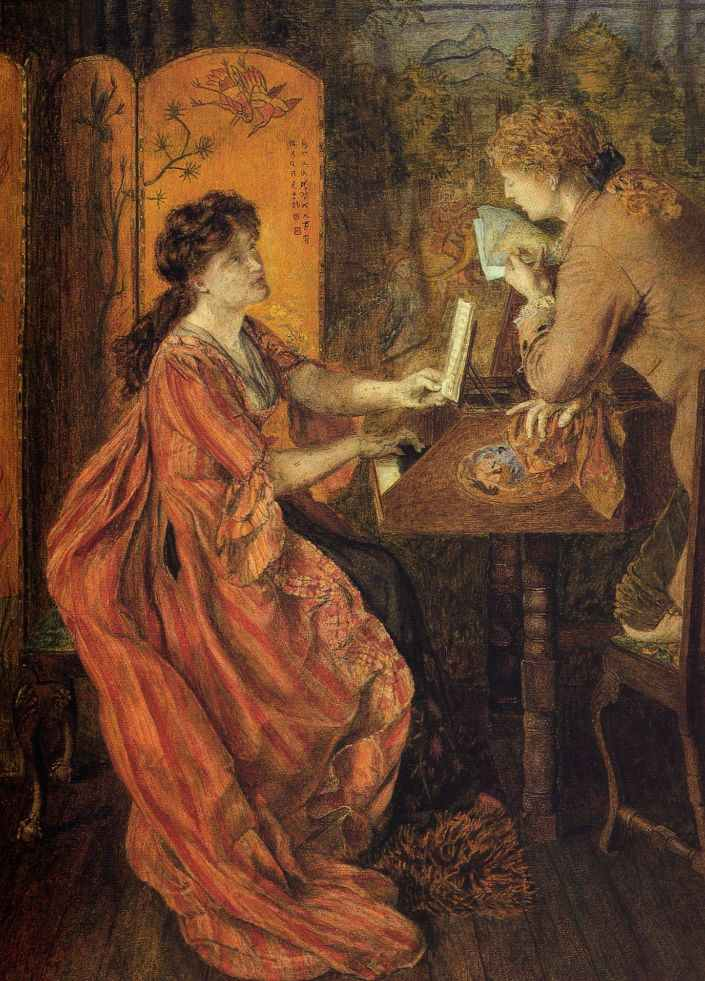
El Dueto por Lucy Madox

En su relativa corta carrera como artista, el estilo de Lucy Madox ha demostrado ser de una genuina complejidad, de una gran ambición intelectual y de un fuerte sentimiento de logro.
Lucy Madox escribió la biografía de Mary Wollstonecraft Godwin, Mrs. Shelley, de la obra serial Eminent Women de John Ingram, publicada en 1890.

## Obra[13][14]
- The Duet, 1870. Exh. RA.
- Romeo and Juliet, 1870, Wightwick Manor, Wolverhampton, UK.
- Study for Romeo and Juliet, 28 x 33.6 cm, chalk on paper, sold Christie's sale Lots 26-35, £8,225.[15]
- The Tempest, c. 1870, oil on canvas, private collection.
- Après le Bal, 1870, watercolour, private collection.
- The Magic Mirror, 1872, private collection.
- Margaret Roper Receiving the Head of her Father 1873, oil on canvas, St Thomas More, Burford.

### Trabajos y retratos[16]

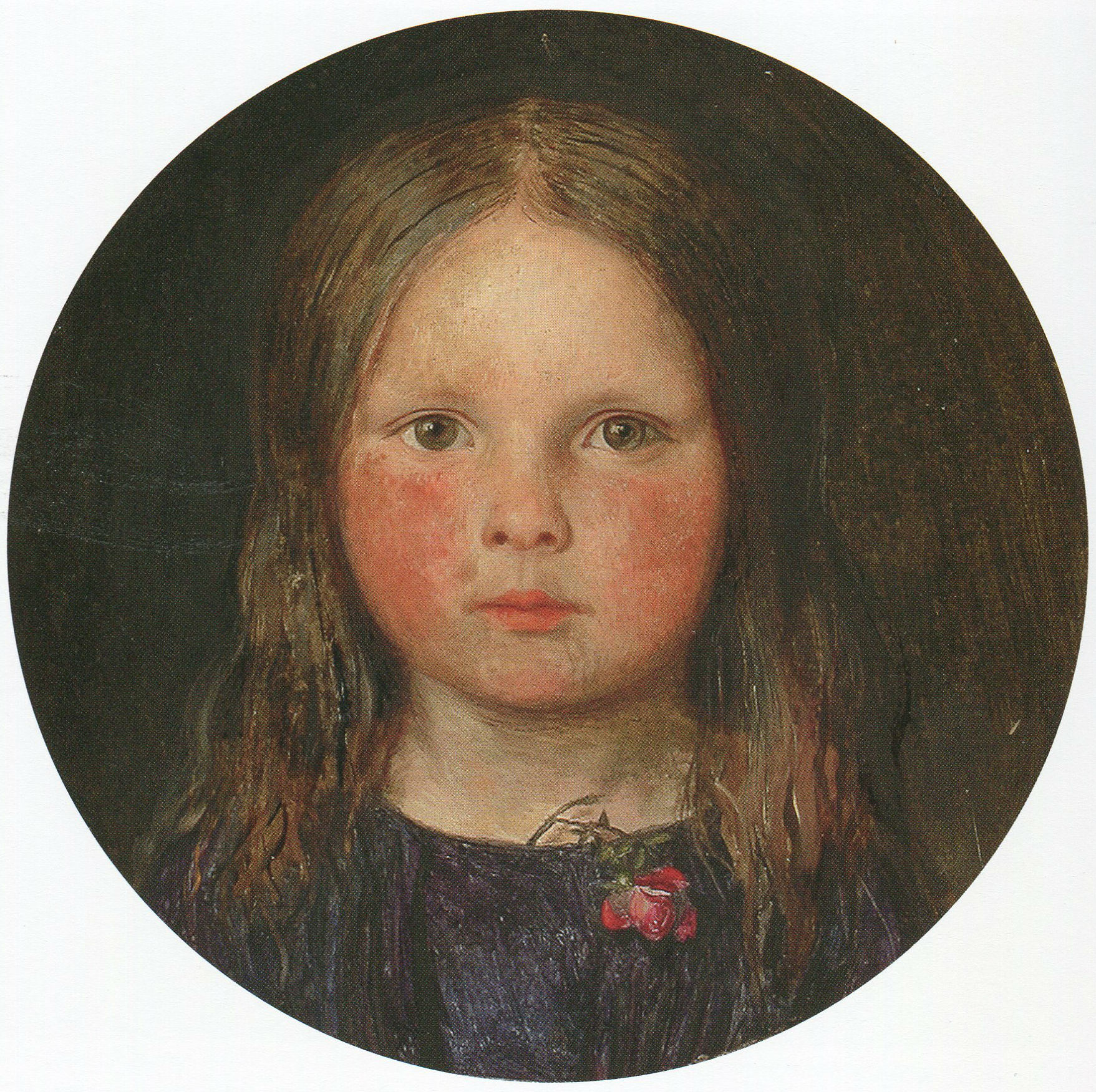
Retrato de Lucy Madox Brown por su padre, Ford Madox Brown
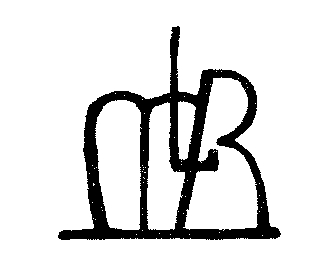
Firma de Lucy Madox Brown
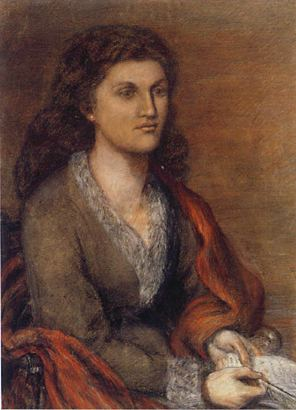
Mathilde Blind por Lucy Madox
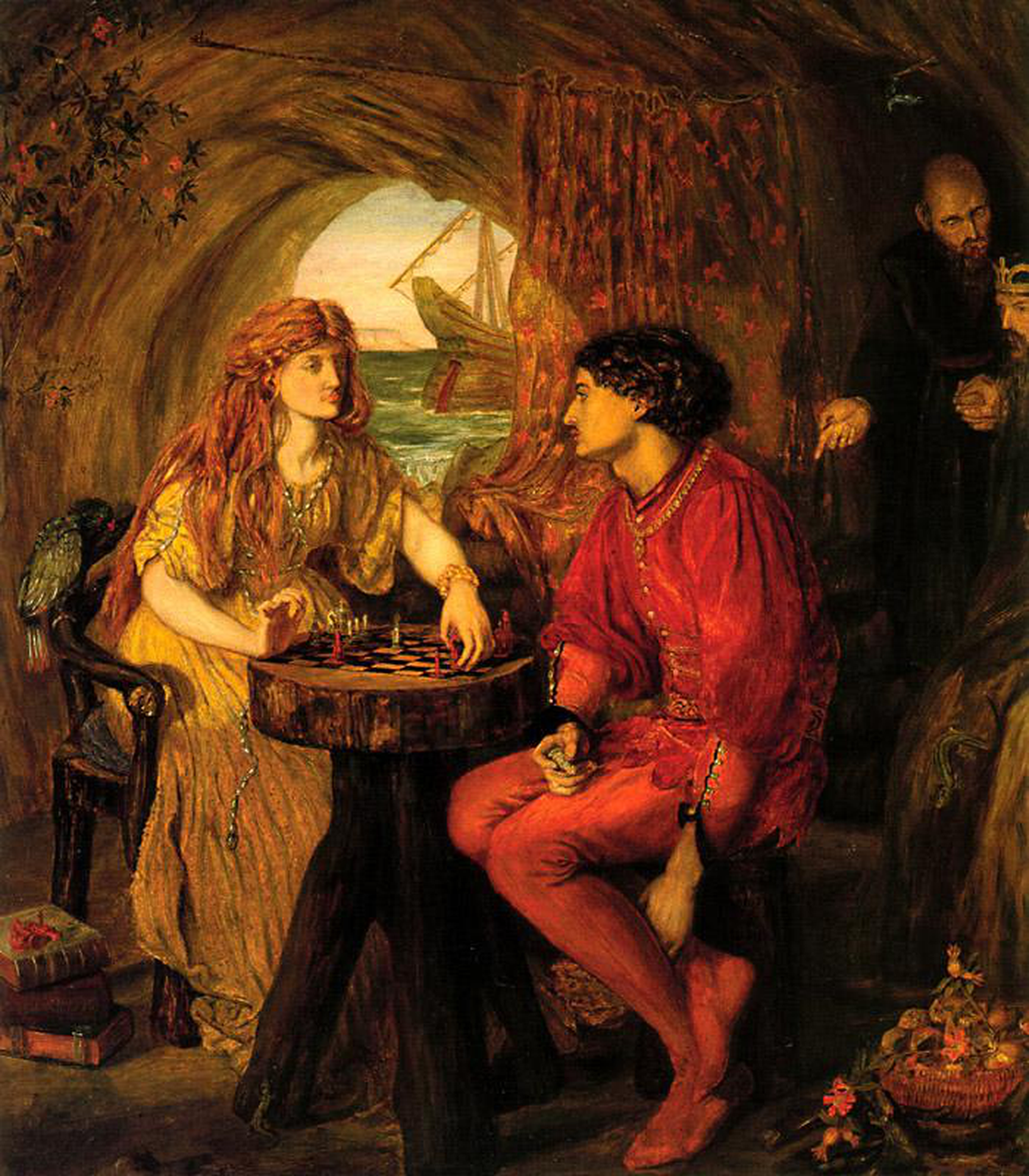
La Tempestad por Lucy Madox
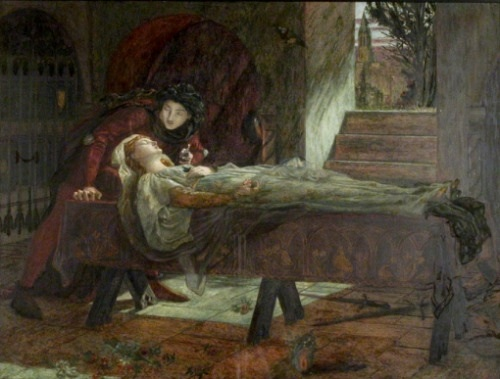
Romeo y Julieta, escena de la tumba por Lucy Madox
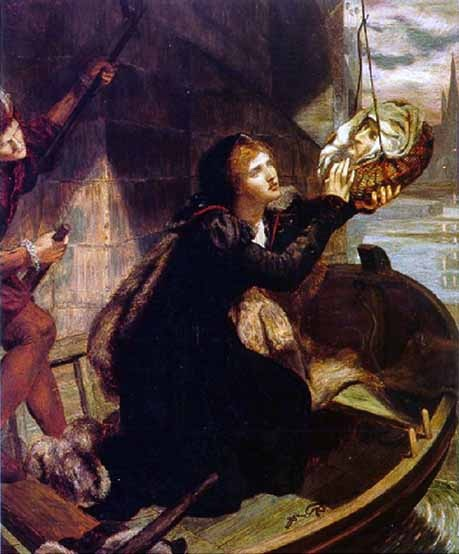
Margaret Roper por Lucy Madox
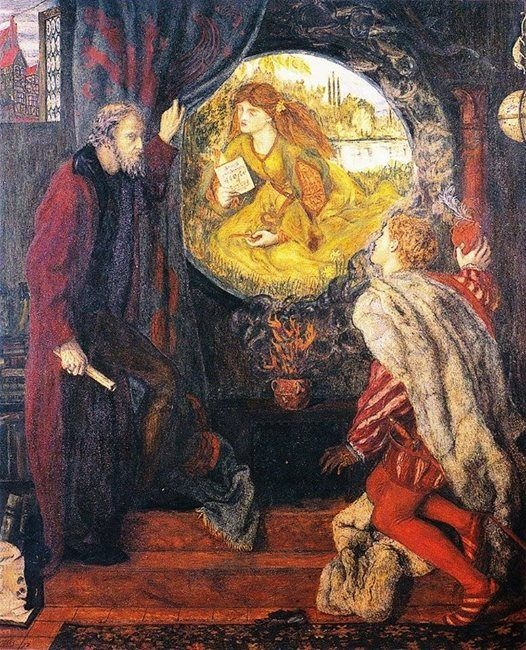
Espejo Mágico por Lucy Madox

### Exhibiciones
- Uncommon Power: Lucy and Catherine Madox Brown en Galería Watts 28 de septiembre de 2021 – 20 de febrero de 2022.[17]